# Odyssey (Schiff, 1971)
Die Odyssey war ein liberianischer Rohöltanker, der am 10. November 1988 im Atlantik in zwei Teile brach und mit seiner Ladung von über 130.000 Tonnen Rohöl sank.

## Geschichte
Das Schiff befand sich im November 1988 auf einer Reise von Sullom Voe auf den Shetland-Inseln nach Come By Chance in Neufundland. Der Tanker transportierte eine nahezu volle Schiffsladung von 132.157 Tonnen Rohöl der Nordseesorte North Sea Brent crude, das in der Come-by-Chance-Raffinerie verarbeitet werden sollte. Am 10. November brach das Schiff, noch etwa 700 Seemeilen vor Neufundland, während Schlechtwetters auf dem Nordatlantik in zwei Teile und sank. Das sinkende Achterschiff geriet dabei in Brand und entzündete den entstandenen Ölteppich um das Schiff.
Aufgrund der schweren See- und Wetterbedingungen gelang es der kanadischen Küstenwache nicht, näher als auf 1,75 Seemeilen an das brennende Schiff heranzukommen. Durch die große Entfernung des ausgelaufenen Öls von 700 Seemeilen zur nächsten Küste wurden keinerlei Maßnahmen zur Ölbekämpfung ergriffen, da erwartet wurde, dass sich das Öl auf natürliche Weise auflösen würde. Die Besatzung von 27 Mann überlebte den Untergang nicht.